# 蒙特马莱-迪库内奥
蒙特马莱-迪库内奥（義大利語：Montemale di Cuneo），是意大利库内奥省的一个市镇。总面积11平方公里，人口218人，人口密度19.8人/平方公里（2009年）。ISTAT代码为004138。